# Anthemis austroiranica
Anthemis austroiranica là một loài thực vật có hoa trong họ Cúc. Loài này được Rech.f., Aellen & Esfand. mô tả khoa học đầu tiên năm 1950.